# De facto

De facto, în limba română de fapt, este o expresie latină care înseamnă „referitor la faptă”. În justiție este folosită cu înțelesul „în practică, dar nu neapărat condiționat de lege” sau „în practică, dar fără reglementare legală”. E de obicei folosit ca opus al termenului de jure (care înseamnă  „de drept”, „reglementat de lege”) care se folosește în materie de lege, administrație, sau tehnică (în standarde).

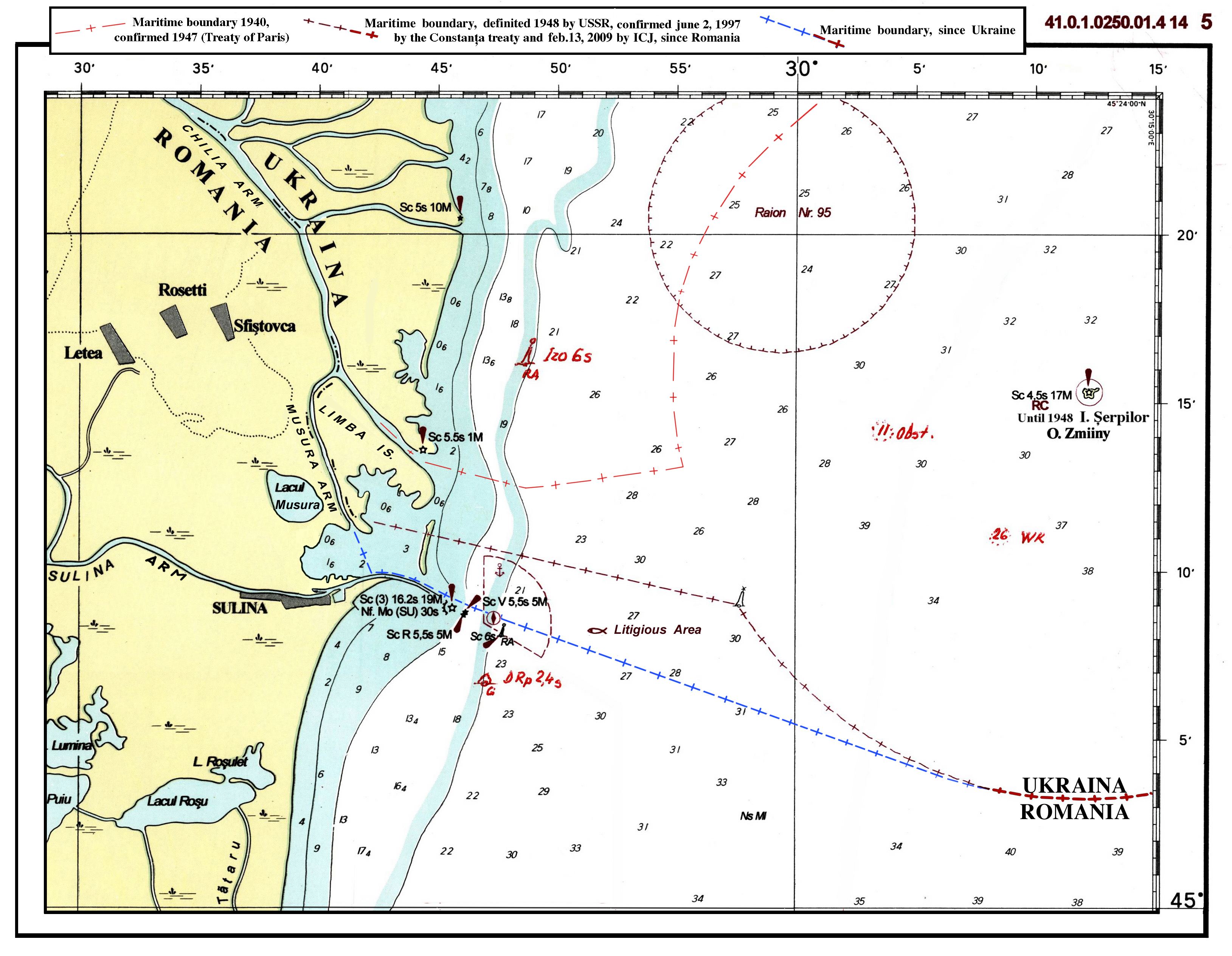
Frontiera maritimă în dreptul golfului Musura: Ucraina a pus „de facto” balize frontaliere de-a lungul digului nord al Brațului Sulina, în timp de frontiera „de drept” este mai la nord.

În relațiile internaționale, termenul „de facto”, cu referire la frontiere, guverne sau state, anume termenii „guvernări de facto” sau „teritoriu de facto”, desemnează situații politice nejustificate prin tratate internaționale, acte constituționale recunoscute de comunitatea internațională sau măcar convenții bilaterale. Termenul „de facto” a apărut mai întâi în Constituția Argentinei ca referire la țările pe care Argentina nu le recunoștea oficial ca state. Un exemplu apropiat de noi este diferența, în golful Musura, între frontiera „de drept” cu Ucraina (conformă Tratatului privind relațiile de cooperare și bună vecinătate dintre România și Ucraina, semnat la Constanța la 2 iunie 1997, intrat în vigoare la 22 octombrie 1997, și deciziei nr. 2009/9 din 3 februarie 2009 a Curții Internaționale de Justiție de la Haga), și frontiera „de fapt” stabilită unilateral în 2010 prin geamanduri ucrainene de-a lungul digului nord de la Sulina, diferență care delimitează o fâșie de teritoriu mlăștinos, de ape și jumătatea de sud a cordonului litoral nisipos Chilia-Sulina, teritorii „de drept” românești dar „de fapt” ucrainene. Alt exemplu apropiat de noi este Transnistria care „de drept” este o regiune autonomă a republicii Moldova, denumită „Unitatea teritorială autonomă din stânga Nistrului”, în timp ce „de fapt” este un stat auto-proclamat independent sub denumirea de „Republica moldovenească nistreană” (controlând tot „de facto” și orașul Tighina din dreapta Nistrului, și menținându-se practic numai mulțumită susținerii economice, politice și militare a Rusiei).
Termenul „de facto” poate fi de asemenea folosit când nu există o lege sau un standard relevant, ci numai o practică bine stabilită, dar nu universală, ca de exemplu relativ la lungimea rochiilor sau fustelor femeiești, care nu mai este reglementată de nici-o lege, practica bine stabilită fiind „de fapt” ca lungimea să fie în general egală sau puțin inferioară lungimii coapselor, fără ca această practică să fie universală.

## Vezi și
- De jure
- Listă de locuțiuni în limba latină